# Christoforus
Christoforus byl vzdoropapežem od října 903 do ledna 904. Až do první poloviny 20. století byl ve většině seznamů papežů uváděn jako papež, poté byl vyřazen s ohledem na způsob, jakým se zmocnil úřadu.

## Život
O jeho životě toho není mnoho známo. Měl být rodákem z Říma a jeho otec se jmenoval Lev. Byl kardinálem-knězem titulu San Lorenzo in Damaso a byl dvorním kaplanem Lva V. Přisuzuje se mu výrok, že „Duch Svatý vychází z Otce a Syna“.
Svého předchůdce Lva V. přiměl násilně k abdikaci, následně ho uvěznil a nechal se poté zvolit papežem sám. Dějiny mu uchystaly za 4 měsíce stejný osud, neboť byl svým nástupcem Sergiem III. rovněž uvržen do vězení.
Dále se prameny rozcházejí. Podle jedné z verzí byl pak uvězněn spolu se svým předchůdcem Lvem V. Ve vězení měli být oba na příkaz Sergia III. později uškrceni. Podle jiné verze byl donucen stát se do své smrti mnichem. Další zdroje tvrdí, že svého předchůdce nechal již dříve zavraždit ve vězení on sám.
Jeho portrét naleznete mezi dalšími portréty papežů v bazilice sv. Pavla za hradbami, a mezi freskami na zdech starobylé románské basiliky San Pietro Apostolo, nedaleko Pisy.